# Deutsches Hämophilieregister
Das Deutsche Hämophilieregister (DHR) dient seit November 2009 zur Erfassung von Hämophiliepatienten in Deutschland. Seit 2017 besteht eine Meldepflicht für behandelnde Ärzte. Initiiert wurde es durch die Patientenorganisationen Deutsche Hämophiliegesellschaft zur Bekämpfung von Blutungskrankheiten e.V. (DHG) in Hamburg, die Interessengemeinschaft Hämophiler (IGH) in Bonn, die wissenschaftliche Gesellschaft für Thrombose- und Hämostaseforschung (GTH) in Köln und das Paul-Ehrlich-Institut (PEI) – Bundesinstitut für Impfstoffe und biomedizinische Arzneimittel mit Sitz in Langen. Das Deutsche Hämophilieregister wird vom Paul-Ehrlich-Institut betrieben.
Im Deutschen Hämophilieregister werden zur Verbesserung der Therapie bei der Behandlung von Hämophiliepatienten mit Faktorpräparaten alle relevanten Daten von Patienten zur Dokumentation und gegebenenfalls auch der jährliche Verbrauch von Gerinnungspräparaten erfasst. Es handelt sich dabei um eine Datenbank in Form eines klinischen, überregionalen Patientenregisters unter Berücksichtigung des Datenschutzes. Auf Grundlage der Patientennummer (in der Gesetzlichen Krankenversicherung die Versichertennummer) wird das Pseudonym errechnet und verschlüsselt im Deutschen Hämophilieregister gespeichert. Es werden keine Stammdaten wie Namen oder Adressen von Patienten erfasst.
Das Register kam seit 2009 zunächst der gesetzlichen Verpflichtung nach §2 1 des Transfusionsgesetzes (TFG) nach und wurde durch das im Deutschen Bundestag verabschiedete Gesetz zur Fortschreibung der Vorschriften für Blut- und Gewebezubereitungen und zur Änderung anderer Vorschriften am 1. Juni 2017 rechtlich im Transfusionsgesetz (TFG) und in der Transfusionsgesetz-Meldeverordnung (TFGMV) verankert. Danach werden die hämophiliebehandelnden ärztlichen Personen verpflichtet, Informationen über Personen mit angeborenen Hämostasestörungen an das Hämophilieregister zu melden.

## Statistik
| Jahr | Hämophilie A | Hämophilie B | Willebrand-Jürgens-Syndrom | andere Faktormangelerkrankungen |
| ---- | ------------ | ------------ | -------------------------- | ------------------------------- |
| 2008 | 2995         | 537          | 984                        |                                 |
| 2009 | 3156         | 567          | 1094                       |                                 |
| 2010 | 3400         | 620          | 1231                       |                                 |
| 2011 | 3483         | 612          | 1659                       |                                 |
| 2012 | 3706         | 711          | 2124                       |                                 |
| 2013 | 3823         | 707          | 2296                       |                                 |
| 2014 | 3991         | 709          | 3515                       |                                 |
| 2015 | 3690         | 673          | 3930                       |                                 |
| 2016 | 3950         | 734          | 4103                       |                                 |
| 2017 | 4134         | 754          | 4748                       |                                 |
| 2018 | 4240         | 786          | 4903                       |                                 |
| 2019 | 4766         | 922          | 3853                       | 290                             |
| 2020 | 4518         | 860          | 5562                       | 2972                            |